# アウトストラーダ A52
アウトストラーダ A52は、ミラノ北環状線とも呼ばれる、ミラノ郊外北部に接するイタリアのアウトストラーダである。
ミラノ・セッラヴァッレ - ミラノ環状線株式会社、アウトストラーデ・イタリア、及び、SATAPにより管理されている。コローニョ・モンツェーゼを東の起点とし、チニゼッロ・バルサモ、パデルノ・ドゥニャーノを通り、ローで終わっている。
A50(ミラノ西環状線)、A51(ミラノ東環状線)、A58(ミラノ東外環状線)、と共にイタリア最大の一都市周囲の環状道路系を構成し、その総延長は120 キロメートル(以下 km と表記する) である。4本の環状線に加えて、A1とA4のミラノ都市圏を通る部分を加えると、その延長は144 km である。

## 歴史
ミラノ北環状線は、ミラノ・セッラヴァッレ - ミラノ環状線株式会社により着工され、30年の歳月をかけアウトストラーデ・イタリアにより完成した。この道路は、A4、ミラノ東環状線とともに高度に都市化され工業化されたブリアンツァの地域間を接続する機能を持っている。建設工事は終始資金不足に悩まされ、そのために工期が延びた。
最初の工区である、コローニョ・モンツェーゼからパデルノ・ドゥニャーノまでは1994年に完成した。2005年3月から2008年にかけて、ローの区間、フィエラ・ディ・ミラノとA8を接続する西側の最初の区間が建設され、ミラノ万博に向けて2015年にバランザーテまでが完成した。上記の両区間の間のバランザーテとパデルノ・ドゥニャーノの間は、その後しばらくは、モンツァとローをつなぐ県道がその役割を担っていた。2009年2月9日に、A52を完成させるための、予定費用4.28億ユーロの事前計画がANASにより承認された。

パデルノ・ドゥニャーノとローの区間の工事は、2014年に開始された。工事区間は3つのロットに分割され、ロット1はアウトストラーデ・イタリアが、ロット2、３はミラノ・セッラヴァッレ - ミラノ環状線株式会社が担当した。2015年4月27日から、ミラノ万博を視野に入れ、片側2車線の連絡道路が一時的に開通され、東西区間が接続し交通流が確保された。2022年11月14日に、国道35号線を跨ぐ高架橋とパデルノ・ドゥニャーノ近くのフォニカトンネルの公式な開通式が行われ、アウトストラーダ全線が完成した。翌朝、車道外側の工事はまだ完了していなかったが、北環状線の最後の区間の供用が開始された。
この工事の完了により、2つの重要な目的が達成された。それは、A4のミラノ都市部の代替経路の構築と、A50-A51-A52の3つの環状線をひとつにつなぐことである。
A52は、ミラノ環状線の中では唯一、まだ出口番号が設定されていない道路である。

## 現在の状況
この道路の総延長は約26 km であり、片側2車線および緊急車線の構成である。密集した都市圏を通るため、カーブが多く、16箇所の出入口と4箇所のジャンクションを持つ。最高速度は、区間により60 キロメートル毎時(以下 km/h と表記する)から90 km/h までの幅がある。
この道路は、セスト・サン・ジョヴァンニ近郊で、ミラノ東環状線から分岐してはじまる。この道路へはミラノ東環状線の北行きのみから進入でき、この道路からはミラノ東環状線の南行きにのみ進入できる。セスト・サン・ジョヴァンニ本線料金所を通過した後、4 km から12 km まで、および、17 km から20 km までは、周辺地域の環境への影響を低減するために堀割構造で建設されている。
モンツァでA4とジャンクションにより接続し、チニゼッロ・バルサモで国道36号線を横断し、スーペルストラーダ ミラノ - メーダ - レンターテを跨ぐ。
パデルノ・ドゥニャーノを通過した後、道路に近い地区の騒音と環境への影響を軽減するための防音トンネルを通過する。
バランザーテ近郊では、国道233号線と交差し、A8とジャンクションにより接続し、ボッラーテ刑務所、ローの見本市、万博エリアの間を曲がりながら進む。万博エリアでは再度A4とジャンクションにより接続する。
最後に、ミラノ西環状線とジャンクションにより接続し、その先は道なりに国道33号デル・センピオーネ線となり、レニャーノ方面に進んでいる。

## 行程
| TANGENZIALE NORD DI MILANO |                                                        |      |      |      |
| 種別                       | 方面                                                   | ↓km↓ | ↑km↑ | 地域 |
|                            | Tangenziale Est di Milano                              | 0.0  | 26.0 | MI   |
|                            | Sesto San Giovanni sud Cologno Monzese                 | 1.0  | 25.4 | MI   |
|                            | Sesto San Giovanni Marelli Sesto 1º Maggio             | 3.1  | 24.7 | MI   |
|                            | Venezia                                                | 3.4  | 22.1 | MI   |
|                            | セスト・サン・ジョヴァンニ本線料金所                   | 3.6  | 22.2 | MI   |
|                            | Torino Monza S. Alessandro Malpensa                    | 4.3  | 21.8 | MB   |
|                            | Monza Sant'Alessandro                                  | 4.5  | 21.3 | MB   |
|                            | Monza Sest. S. G. nord                                 | 5.3  | 20.3 | MB   |
|                            | Cinisello Balsamo Robecco Zona Commerciale             | 6.0  | 19.9 | MB   |
|                            | Lecco Monza Villa Reale                                | 6.1  | 19.6 | MI   |
|                            | Cinisello Balsamo sud Viale Brianza Milano Viale Zara  | 6.4  | 19.3 | MI   |
|                            | Cinisello Balsamo nord Muggiò                          | 8.1  | 17.7 | MI   |
|                            | Nova Milanese                                          | 9.6  | 16.1 | MB   |
|                            | チニゼッロ・バルサモ北サービスエリア                   | 10.7 | -    | MI   |
|                            | Vecchia Valassina Erba                                 | 11.3 | 14.1 | MI   |
|                            | Como-Meda autostrada Cormano Cusano Milanino Milano    | 12.3 | 11.7 | MI   |
|                            | [ 注釈 15 ]                                            | -    | 10.8 | MI   |
|                            | Cormano Bollate                                        | 15.9 | 9.5  | MI   |
|                            | Bollate Novate                                         | 18.9 | 6.3  | MI   |
|                            | Baranzate                                              | 20.5 | 5.1  | MI   |
|                            | Varese Malpensa Gravellona T. Como-Chiasso             | 21.3 | 4.0  | MI   |
|                            | Mazzo di Rho Expo Triulza                              | 22.1 | 3.1  | MI   |
|                            | Fieramilano est-sud                                    | 23.0 | 2,5  | MI   |
|                            | Varese Como Pero-Milano Fieramilano Malpensa           | 25.1 | 2.1  | MI   |
|                            | Tangenziale Ovest Bologna Torino Venezia Genova Linate | 25.9 | 0,0  | MI   |
|                            | Rho - Legnano                                          | 26.0 | 0.0  | MI   |